# The Vagrant (fanzine)

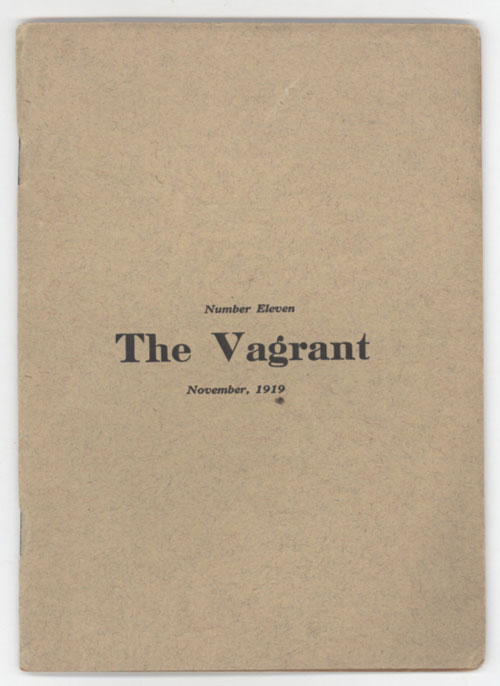
Vagrant 11

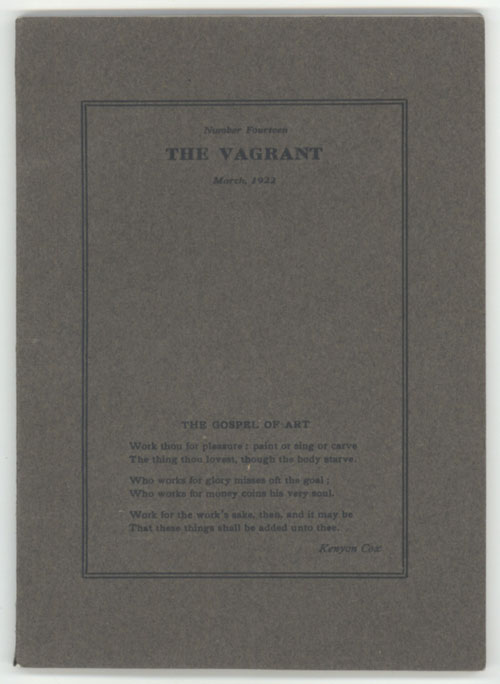
Vagrant 14

The Vagrant fue una publicación de prensa amateur que fue publicada y editada por W. Paul Cook.  Su periodo de publicación abarcó desde 1915 hasta 1927. Sin embargo, el cronograma de publicación fue bastante irregular, ya que el número 2 salió en marzo de 1916, el número 3 en junio de 1916, el número 4 en septiembre de 1916, el número 5 en junio de 1917, el número 6 en noviembre de 1917, el número 8 en julio de 1918, el número 9 en septiembre de 1919, el número 11 en noviembre de 1919, el número 12 en diciembre de 1919, el número 13 en mayo de 1920, el número 14 en marzo de 1922 y finalmente el número 15 en la primavera de 1927.

## Editor
W. Paul Cook era miembro de la United Amateur Press Association y un ferviente defensor de la prensa amateur, además de poseer una inclinación por obras relacionadas con lo sobrenatural. Entre los colaboradores de "The Vagrant" se encontraban A. M. Adams, May Arthur, John Osmon Baldwin, Clara L. Bell, Scott Campbell , Paul J. Campbell, William J. Clemence, O. Byron Copper, Anna Helen Crofts, Geo W. Darragh, Lucy Frost, Elsa Gidlow (autora de "Les Mouches Fantastiques"), Arthur Henry Goodenough, Alma Myrtle Greenfield, Jean Connell Hayes, Edna von der Heide (autora de "The Inspiration"), J. E. Hoag, Willis Edwin Hurd, Winifred Virginia Jordan (autora de "The United Co-Operative"), Anita Roberta Kirksey, Franklin K. Lane, Andrew F. Lockhart, H. P. Lovecraft, Samuel Loveman, Martha Charlotte Macatee, Pearl K. Merritt, Roswell George Mills (autor de "Les Mouches Fantastiques"), Edith Miniter (autora de "The Aftermath"), Dora Hepner Moitoret, Mabel I. Más, James F. Morton, Jr., Essilyn Dale Nichols, Olive G. Owen, James Larkin Pearson, George W. Priest, George P. Putnam, Robert D. Roosmale-Cocq, Harriet L. Trieloff, Litta L. Voelchert, Charles L. H. Wagner y Henry G. Wehking.
Después de leer "Juvenalia" de H. P. Lovecraft en 1917, Cook animó a Lovecraft a seguir escribiendo ficción. Muchas de las obras de Lovecraft se publicaron por primera vez en "The Vagrant", incluyendo "Dagon", para el cual Cook escribió la introducción crítica titulada "Howard P. Lovecraft's Fiction" en el número 11 de noviembre de 1919, Además, "The Vagrant" también publicó trabajos de las colaboradoras de Lovecraft, Anna Helen Crofts y Winifred Virginia Jordan (conocida anteriormente como Winifred Virginia Jackson y también como 'Elizabeth Berkeley').